# Teoria do cinema
A teoria do cinema é um conjunto de abordagens acadêmicas dentro da disciplina acadêmica de filmologia que começou na década de 1920 questionando os atributos formais essenciais do cinema; e que agora fornece estruturas conceituais para entender a relação do filme com a realidade, as outras artes, os espectadores individuais e a sociedade em geral. A teoria do cinema não deve ser confundida com críticas de cinema, ou a história do cinema, embora essas três disciplinas se interrelacionem.
Embora alguns ramos da teoria do cinema sejam derivados da linguística e da teoria literária, ela também se originou e se sobrepõe à filosofia do cinema.

## História

### Teoria inicial, antes de 1945
Matéria e Memória (1896), do filósofo francês Henri Bergson, antecipou o desenvolvimento da teoria do cinema durante o nascimento do cinema no início do século XX. Bergson comentou sobre a necessidade de novas formas de pensar sobre o movimento e cunhou os termos "imagem-movimento" e "imagem-tempo". No entanto, em seu ensaio de 1906 L'illusion cinématographique (em L'évolution créatrice) ele rejeita o cinema como um exemplo do que ele tinha em mente. No entanto, décadas depois, em Cinéma I e Cinema II (1983-1985), o filósofo Gilles Deleuze tomou Matéria e Memória como base de sua filosofia do cinema e revisitou os conceitos de Bergson, combinando-os com a semiótica de Charles Sanders Peirce. A teoria inicial do cinema surgiu na era do cinema mudo e se preocupava principalmente com a definição dos elementos cruciais do meio. Ricciotto Canudo foi um dos primeiros teóricos do cinema italiano que via o cinema como "arte plástica em movimento", e deu ao cinema o rótulo de "a Sexta Arte", posteriormente alterado para "a Sétima Arte".
Em 1915, Vachel Lindsay escreveu um livro sobre cinema, seguido um ano depois por Hugo Münsterberg. Lindsay argumentou que os filmes poderiam ser classificados em três categorias: filmes de ação, filmes íntimos, e também filmes de esplendor. Segundo ele, o filme de ação era escultura em movimento, enquanto o filme íntimo era pintura em movimento, e o filme de esplendor arquitetura em movimento. Ele também argumentou contra a noção contemporânea de chamar os filmes de fotoplays e vistos como versões filmadas do teatro, em vez de ver o filme com oportunidades nascidas da câmera. Ele também descreveu o cinema como hieroglífico no sentido de conter símbolos em suas imagens. Ele acreditava que essa visualidade dava ao filme o potencial de acessibilidade universal. Münsterberg, por sua vez, observou as analogias entre as técnicas cinematográficas e certos processos mentais. Por exemplo, ele comparou o close-up com a mente prestando atenção. O flashback, por sua vez, seria semelhante a recordar. Isso foi posteriormente seguido pelo formalismo de Rudolf Arnheim, que estudou como as técnicas influenciaram o cinema como arte.
Entre os primeiros teóricos franceses, Germaine Dulac trouxe o conceito de impressionismo para o cinema, descrevendo o cinema que explorava a maleabilidade da fronteira entre a experiência interna e a realidade externa, por exemplo, através da sobreposição. O surrealismo também influenciou a cultura do cinema francês. O termo fotogenia foi importante para ambos, tendo sido usado por Louis Delluc em 1919 e se tornando difundido em seu uso para capturar o poder único do cinema. Jean Epstein observou como a filmagem dá uma "personalidade" ou um "espírito" aos objetos, ao mesmo tempo em que revela "o falso, o irreal, o 'surreal'". Isso foi semelhante à desfamiliarização usada por artistas de vanguarda para recriar o mundo. Ele viu o close-up como a essência da fotogenia. Béla Balázs também elogiou o close-up por razões semelhantes. Arnheim também acreditava que a desfamiliarização era um elemento crítico do filme.
Após a Revolução Russa, a situação no país também criou uma sensação de empolgação com novas possibilidades. Isso deu origem à teoria da montagem no trabalho de Dziga Vertov e Serguei Eisenstein. Após o estabelecimento da Escola de Cinema de Moscou, Lev Kuleshov montou uma oficina para estudar a estrutura formal do filme, focando na montagem como "a essência da cinematografia". Isso produziu descobertas sobre o efeito Kuleshov. A edição também foi associada ao conceito marxista fundamental do materialismo dialético. Para este fim, Eisenstein afirmou que "montagem é conflito". As teorias de Eisenstein estavam focadas na montagem tendo a capacidade de criar significado transcendendo a soma de suas partes com um efeito temático de uma forma que os ideogramas transformavam gráficos em símbolos abstratos. Múltiplas cenas podem funcionar para produzir temas (montagem tonal), enquanto múltiplos temas podem criar níveis ainda mais elevados de significado (montagem intelectual). Vertov, por sua vez, concentrou-se no desenvolvimento do Kino-Pravda, verdade cinematográfica, e do Kino-Eye, que ele afirmou mostrar uma verdade mais profunda do que poderia ser vista a olho nu.

### Teoria posterior, depois de 1945
Nos anos após a Segunda Guerra Mundial, o crítico de cinema e teórico francês André Bazin argumentou que a essência do cinema residia em sua capacidade de reproduzir mecanicamente a realidade, não em sua diferença da realidade. Isso se seguiu à ascensão do realismo poético no cinema francês na década de 1930. Ele acreditava que o propósito da arte é preservar a realidade, chegando a afirmar que "A imagem fotográfica é o próprio objeto". Com base nisso, ele defendeu o uso de tomadas longas e maior profundidade de campo, para revelar a profundidade estrutural da realidade e encontrar significado objetivamente nas imagens. Isso foi logo seguido pela ascensão do neorrealismo italiano. Siegfried Kracauer também foi notável por argumentar que o realismo é a função mais importante do cinema.
A teoria do auteur derivou da abordagem do crítico e cineasta Alexandre Astruc, entre outros, e foi originalmente desenvolvida em artigos do Cahiers du Cinéma, jornal de cinema cofundado por Bazin. François Truffaut emitiu manifestos de autorismo em dois ensaios Cahiers: "Une suree tendance du cinéma français" (janeiro de 1954) e "Ali Baba et la 'Politique des auteurs'" (fevereiro de 1955). Sua abordagem foi levada à crítica americana por Andrew Sarris em 1962. A teoria do autor baseava-se em filmes que retratavam as próprias visões de mundo e impressões dos diretores sobre o assunto, variando a iluminação, o trabalho de câmera, a encenação, a edição e assim por diante. Georges Sadoul considerou o suposto "autor" de um filme potencialmente até um ator, mas um filme de fato colaborativo. Aljean Harmetz citou grande controle até mesmo por executivos de cinema. A visão de David Kipen do roteirista como de fato o autor principal é chamada de teoria de Schreiber.
Nas décadas de 1960 e 1970, a teoria do cinema passou a residir na academia, importando conceitos de disciplinas estabelecidas como psicanálise, estudos de gênero, antropologia, teoria literária, semiótica e linguística — conforme avançado por estudiosos como Christian Metz. No entanto, não até o final dos anos 1980 ou início dos anos 1990, a teoria do cinema em si ganhou muito destaque nas universidades americanas, substituindo a predominante teoria do auteur humanística que havia dominado os estudos de cinema e que se concentrava nos elementos práticos da escrita, produção e edição de filmes, e críticas. O estudioso americano David Bordwell falou contra muitos desenvolvimentos proeminentes na teoria do cinema desde a década de 1970. Ele usa o termo depreciativo "teoria SLAB" para se referir aos estudos de cinema baseados nas ideias de Ferdinand de Saussure, Jacques Lacan, Louis Althusser e Roland Barthes. Em vez disso, Bordwell promove o que ele descreve como "neoformalismo" (um renascimento da teoria formalista do cinema).
Durante a década de 1990, a revolução digital nas tecnologias de imagem influenciou a teoria do cinema de várias maneiras. Houve um novo foco na capacidade do filme de celuloide de capturar uma imagem "indexical" de um momento no tempo por teóricos como Mary Ann Doane, Philip Rosen e Laura Mulvey, que foram informados pela psicanálise. De uma perspectiva psicanalítica, após a noção lacaniana de "o real", Slavoj Žižek ofereceu novos aspectos do "olhar" amplamente utilizado na análise cinematográfica contemporânea. A partir da década de 1990, a teoria matricial da artista e psicanalista Bracha L. Ettinger revolucionou a teoria feminista do cinema. Seu conceito do olhar matricial, que estabeleceu um olhar feminino e articulou suas diferenças em relação ao olhar fálico e sua relação com o feminino, bem como especificidades maternas e potencialidades de "coemergência", oferecendo uma crítica da psicanálise de Sigmund Freud e Jacques Lacan, é amplamente utilizada na análise de filmes de autoras, como Chantal Akerman, e também de autores masculinos, como Pedro Almodóvar. O olhar matricial oferece à mulher a posição de sujeito, não de objeto, do olhar, enquanto desconstrui a estrutura do próprio sujeito, e oferece fronteira-tempo, fronteira-espaço e uma possibilidade de compaixão e testemunho. As noções de Ettinger articulam as ligações entre estética, ética e trauma. Também houve uma revisitação histórica das primeiras exibições de cinema, práticas e modos de espectador pelos escritores Tom Gunning, Miriam Hansen e Yuri Tsivian.
Em Critical Cinema: Beyond the Theory of Practice (2011), Clive Meyer sugere que 'o cinema é uma experiência diferente de assistir a um filme em casa ou em uma galeria de arte', e defende que os teóricos do cinema reengajem a especificidade dos conceitos filosóficos para o cinema como um meio distinto dos outros.

## Teorias específicas do cinema
- Teoria do aparato
- Os Antecedentes da Teoria do Cinema
- A Teoria da Primeira Época do Cinema Mudo
- Teorias Soviéticas e a questão da Montagem
- Auteur
- Teoria cognitiva do cinema
- Teoria feminista
- Estudos de gênero
- Teoria linguística do cinema
- Teoria marxista do cinema
- Teoria psicanalítica do cinema
- Teoria queer
- Teoria de Schreiber
- Teoria Screen
- Teoria do cinema estruturalista